# Критерий на Рейнолдс
Критерий на Рейнолдс или число на Рейнолдс (обозначава се с Re) е безразмерна величина, един от така наречените „Коефициенти на подобие“, които определят вида на флуидния поток. Числото на Рейнолдс показва относителната значимост на вискозния ефект в сравнение с инерчния ефект. То е пропорционално на инерчната сила разделена на вискозната сила. Re е въведено от британския изследовател Озборн Рейнолдс.

## Пресмятане
Числото на Рейнолдс се пресмята по някоя от следните формули:
{\displaystyle {\mathit {Re}}={\rho v_{s}L \over \mu }}
или
{\displaystyle {\mathit {Re}}={v_{s}L \over \nu }\;}
Където:
- vs – средна скорост на флуида,
- L – характерен размер (диаметър на канал,тръба или частица, дължина на обтичана пластина и др.),
- μ – (абсолютен) динамичен вискозитет на флуида,
- ν – кинематичен вискозитет на флуида: ν = μ / ρ,
- ρ – плътност на флуида.

При оразмеряване на бъркачки се използва т. нар. центробежен критерий на Рейнолдс Reц, в който скоростта на флуида v е заместена с честотата на въртене на бъркачката n (виж. Критерий на Нютон).

## Значение на числото на Рейнолдс
Числото на Рейнолдс е важно при анализа на какъвто и да е вид поток, когато градиента на скоростта е съществен, тоест, почти винаги.
Числото на Рейнолдс е отношението на инерчните сили към вискозните сили и се използва за определянето дали един поток е ламинарен или турбулентен. Ламинарен поток възниква при ниски числа на Рейнолдс, при които вискозните сили са преобладаващи и се характеризира с гладко и постоянно движение на флуида, докато турбулентният поток, възниква при големи числа на Рейнолдс и е с преобладаващи инерчни сили, образуващи вихри, водовъртежи и други флуктуации на потока.
Преходът от ламинарен към турбулентен поток често се определя от критично число на Рейнолдс, което зависи от точната конфигурация на потока и се определя експериментално.
Потокът в тръби с кръгло сечение е:
- ламинарен ако Re < 2300
- преходен ако 2300 < Re < 2600
- турбулентен ако Re > 2600

Движението на несвиваеми флуиди се описва най-общо с уравненията на Навие-Стокс:
{\displaystyle {\frac {\partial \mathbf {u} }{\partial t}}+(\mathbf {u} \cdot \nabla )\mathbf {u} =\nu \,\nabla ^{2}\mathbf {u} -\nabla {\frac {p}{\rho _{0}}}}
Те могат да се запишат в безразмерна форма в следния вид:
{\displaystyle {\frac {\partial \mathbf {u} }{\partial t}}+(\mathbf {u} \cdot \nabla )\mathbf {u} ={\frac {1}{\mathit {Re}}}\,\nabla ^{2}\mathbf {u} -\nabla p.}
По тази причина математически движението на всякакви несвиваеми нютонови флуиди (газове и течности) е сходно при еднакви стойности на Re. Много зависимости в хидро- и аеродинамиката се задават като функция на критерия на Рейнолдс:
- Коефициент на триене при движение на флуид в цилиндрична тръба
- Коефициент на челно съпротивление за сферична частица

Критерият на Рейнолдс играе важна роля и при топло- и масопренасянето. Така например при топлопредаването същинският пренос на топлина се наслагва върху и зависи от движението на флуида (дали режимът е ламинарен или турбулентен, образуването на т. нар. граничен слой и др.).